# Medeski, Martin & Wood
Medeski Martin & Wood (lub MMW) – amerykańskie trio jazzowe powstałe w 1991 roku, w którego skład wchodzą klawiszowiec John Medeski, perkusista Billy Martin i basista Chris Wood.
Grupa tworzy na bazie licznych tradycji muzycznych, od funku do hip-hopu, znana jest z niekonwencjonalnego stylu określanego niekiedy mianem „avant-groove”. MMW odnieśli umiarkowany sukces w mainstreamie jazzowym, współpracując ze znanym gitarzystą Johnem Scofieldem: muzycy wydali wspólnie albumy A Go Go (ze Scofieldem w charakterze lidera) oraz Out Louder (jako Medeski Scofield Martin & Wood).
W latach 1998–2005 Medeski, Martin i Wood nagrywali dla legendarnej wytwórni Blue Note. Album End Of The World Party (Just In Case) był ich ostatnim wydanym pod jej szyldem. Muzycy założyli własną wytwórnię, Indirecto, wydając album Out Louder oraz tryptyk Radiolarians.

## Dyskografia
- Notes from the Underground (Accurate Records, 1992)
- It’s a Jungle in Here (Gramavision Records, 1993)
- Friday Afternoon in the Universe (Gramavision Records, 1995)
- Shack-man (Gramavision Records, 1996)
- Farmer’s Reserve (Amulet Records, 1997)
- Bubblehouse (Gramavision Records, 1997, EP)
- Combustication (Blue Note, 1998)
- Last Chance to Dance Trance (Perhaps) (Gramavision 1991-1996) (Gramavision Records, 1999, kompilacja)
- Combustication Remix EP (Blue Note, 1999, EP)
- Tonic (Blue Note, 2000, album koncertowy)
- The Dropper (Blue Note, 2000)
- Electric Tonic (Indirecto, 2001, album koncertowy)
- Uninvisible (Blue Note, 2002)
- End of the World Party (Just in Case) (Blue Note, 2004)
- Out Louder (Indirecto, 2006, jako Medeski Scofield Martin & Wood)
- Note Bleu: Best of the Blue Note Years 1998–2005 (Blue Note, 2006, kompilacja)
- Let’s Go Everywhere (MRI, 2008)
- Zaebos: Book of Angels Vol. 11 (Tzadik, 2008, kompozycje Johna Zorna)
- Radiolarians I (Red Ink, 2008)
- Radiolarians II (Red Ink, 2009)
- Radiolarians III (Indirecto, 2009)
- Radiolarians: The Evolutionary Set (Indirecto, 2009)
- The Stone: Issue Four (2010, album koncertowy)
- 20 (2011, kompilacja)
- In Case the World Changes Its Mind (Indirecto, 2011, album koncertowy jako Medeski Scofield Martin & Wood)
- Free Magic (Indirecto, 2012, album koncertowy)
- Woodstock Sessions Vol. 2 (The Woodstock Sessions, 2014, z gitarzystą Nelsem Clinem)

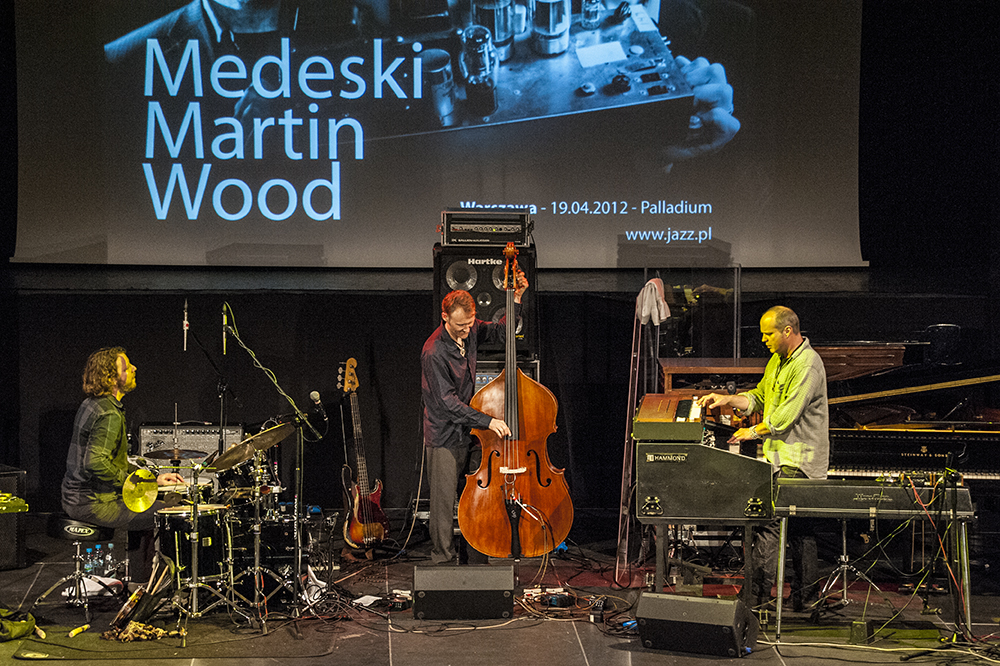
Koncert zespołu Medeski,Martin & Wood w warszawskim teatrze Palladium w kwietniu 2012 roku.
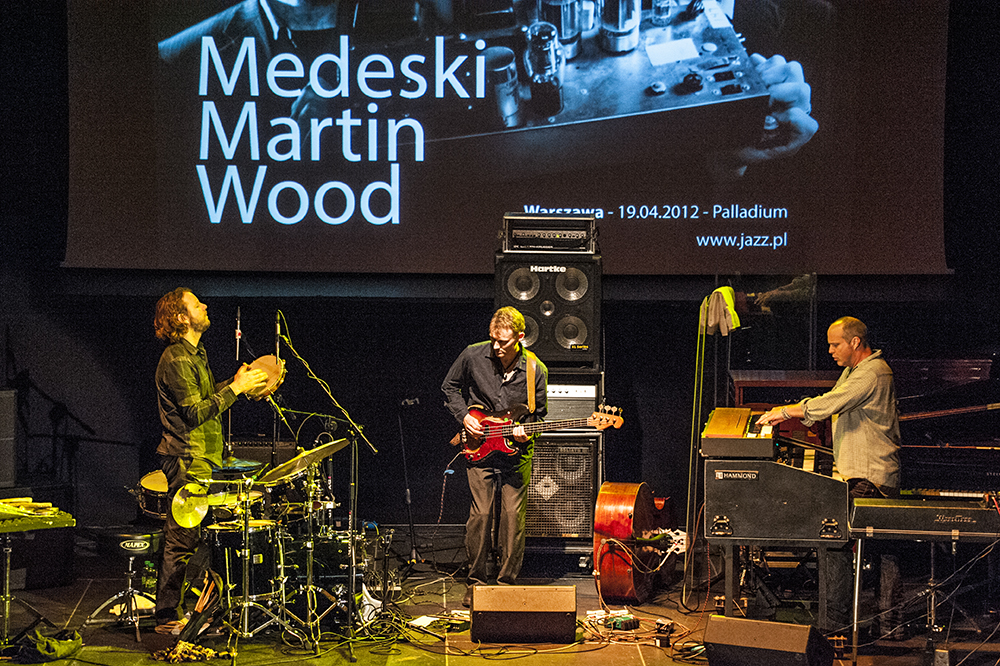
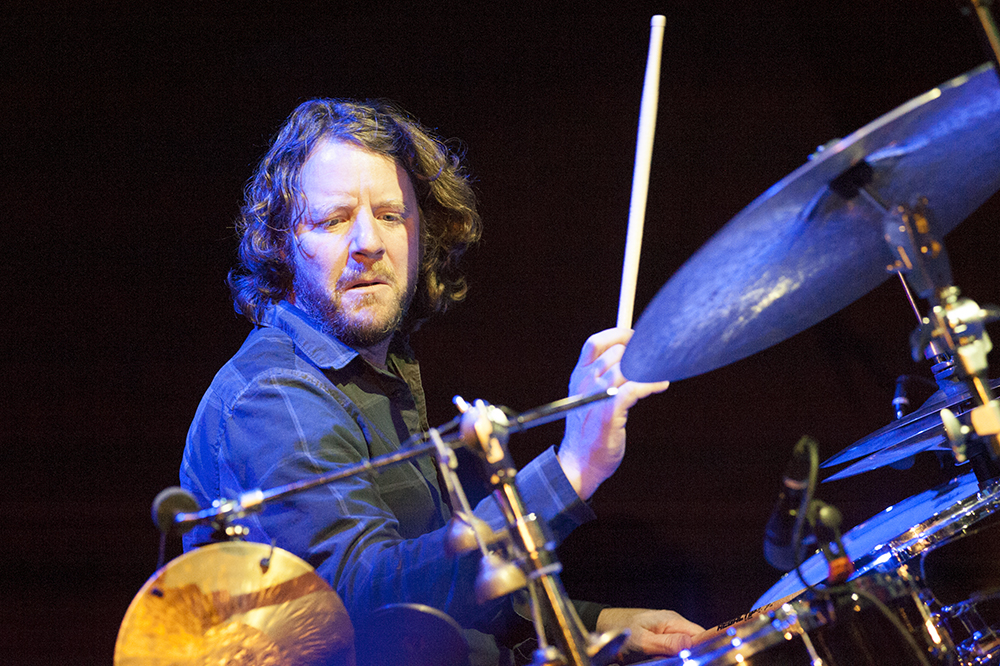
Billy Martin - perkusja
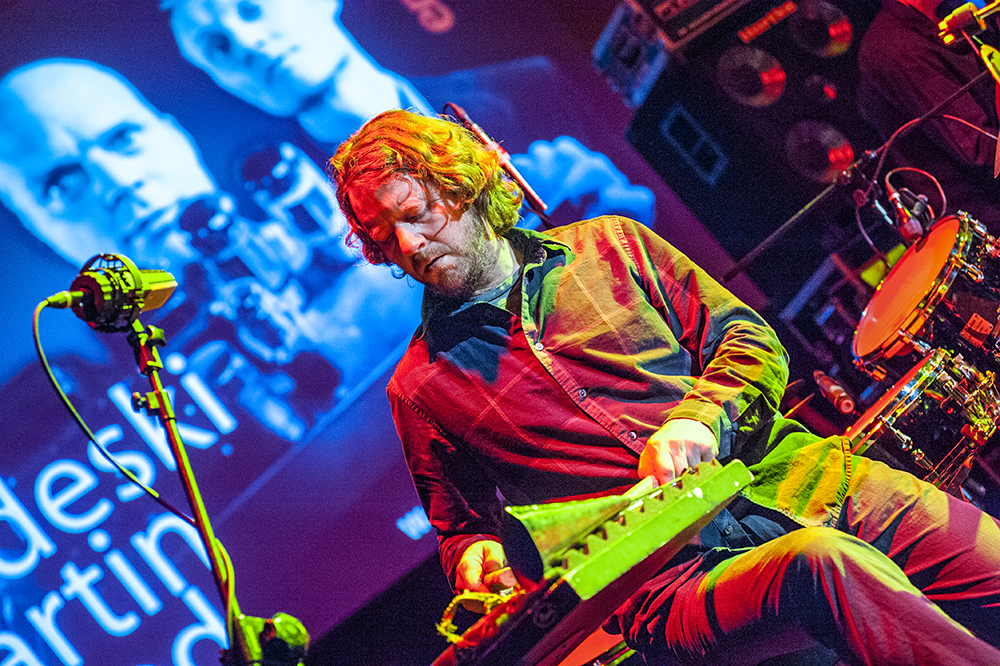
Billy Martin
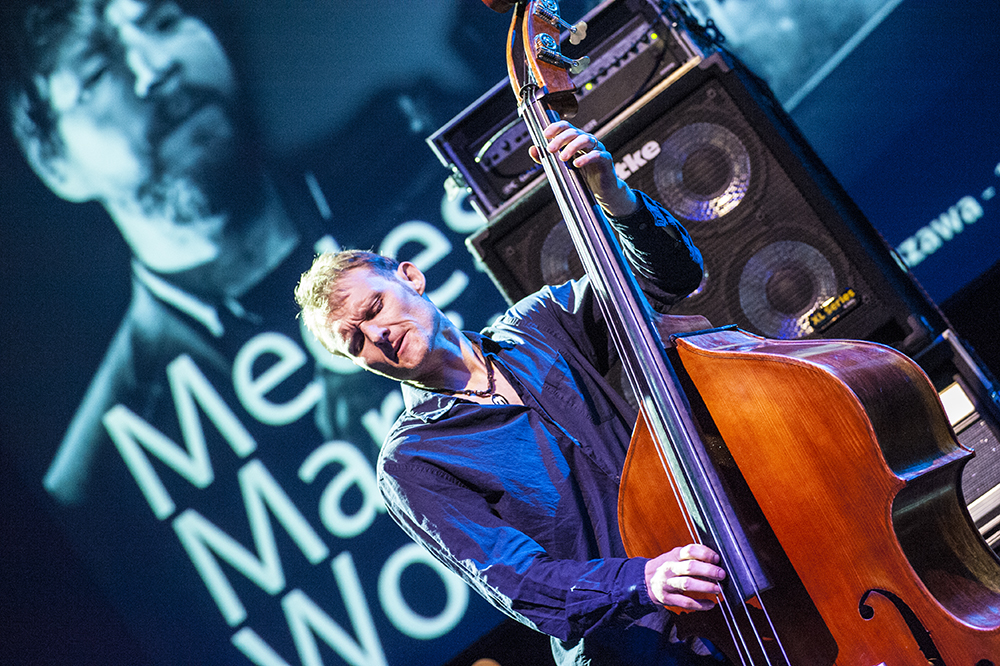
Chris Wood - kontrabas
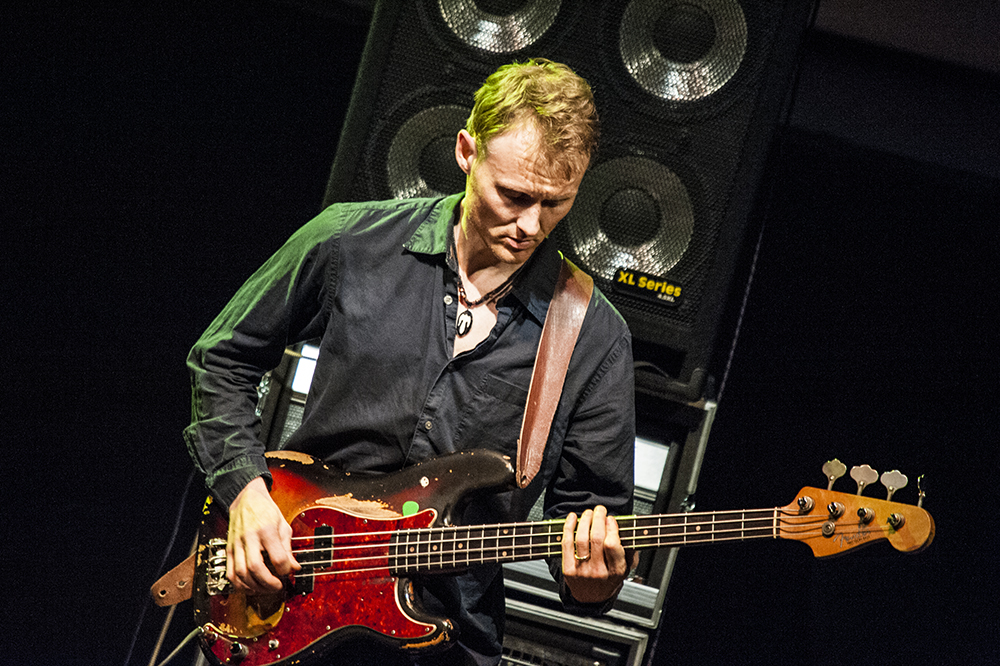
Chris Wood - gitara basowa
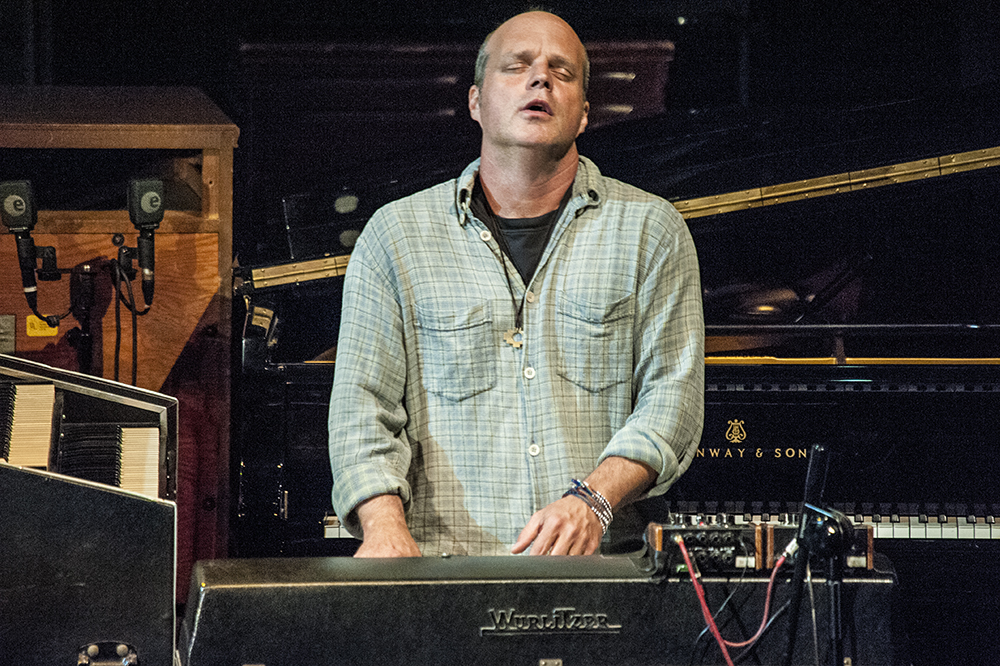
John Medeski - klawisze
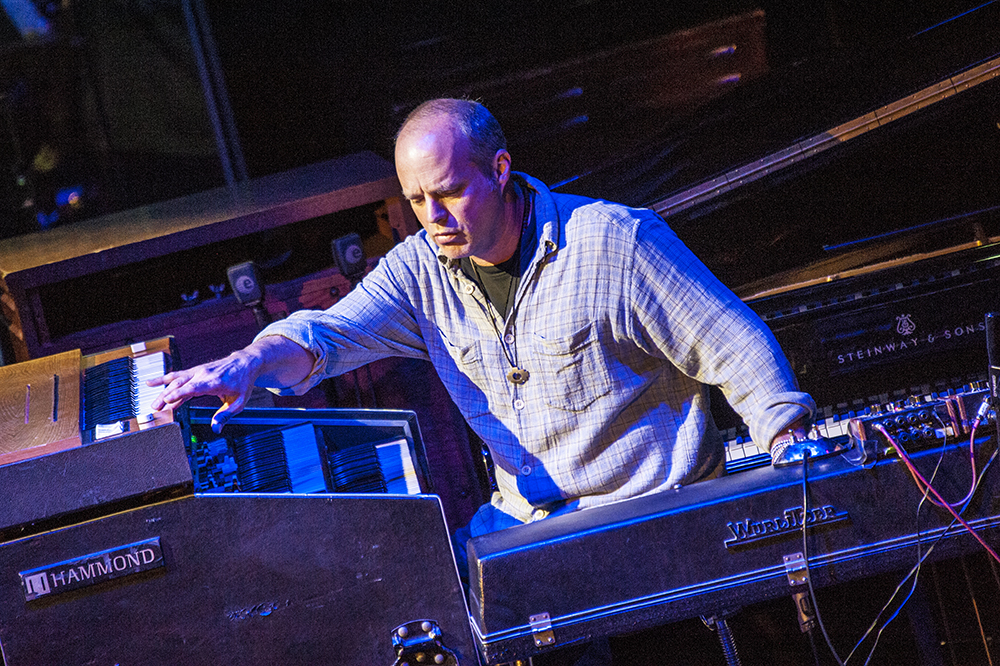
John Medeski - organy Hammonda i klawisze